# Zhang Hujun
Zhang Hujun (chiń. 张虎军; ur. 1992) – chiński zapaśnik walczący w stylu klasycznym. Zajął ósme miejsce na mistrzostwach świata w 2018. Wicemistrz Azji w 2019 roku.